# Drei Winter
Drei Winter (Originaltitel Drii Winter, englischsprachiger Titel A Piece of Sky) ist ein Schweizer Spielfilm von Michael Koch. Das Beziehungsdrama handelt von einem aus dem Flachland stammenden Hilfsarbeiter und einer alleinerziehenden Mutter, die sich ineinander verlieben und heiraten. Das Familienidyll in einem Bergdorf droht zu zerbrechen, als bei dem Mann eine schwere Krankheit diagnostiziert wird. Die Hauptrollen übernahmen die Laiendarsteller Michèle Brand und Simon Wisler. Drei Winter feierte im Februar 2022 bei der Berlinale seine Premiere und erhielt dort eine lobende Erwähnung. Anfang September 2022 kam er in die Deutschschweizer und Mitte Dezember 2022 in die deutschen Kinos. Kochs Regiearbeit wurde von der Schweiz als Beitrag für die Oscarverleihung 2023 als bester Internationaler Film eingereicht. Im selben Jahr wurde das Werk mit dem Schweizer Filmpreis als bester Spielfilm ausgezeichnet.

## Handlung
Anna und Marco leben in dem entlegenen Bergdorf Isenthal im  Schweizer Kanton Uri, wo die Jahre in Wintern gezählt werden. Der robuste Marco stammt aus dem Flachland und geht Bergbauer Alois zur Hand. Anna stammt aus dem Dorf und hat aus einer früheren Beziehung eine Tochter namens Julia. Sie arbeitet als Briefträgerin und als Bedienung im Wirtshaus des Dorfes, das ihrer Mutter gehört und auch Zimmer an Touristen vermietet. Trotz aller Zweifel in ihrem Umfeld heiraten die beiden, nachdem sie schon fast ein Jahr zusammen sind und Julia ihn bereits „Papi“ nennt.
In ihrer Freizeit fahren sie am liebsten gemeinsam mit dem Motorrad durch die Berge. Doch hat er immer wieder Kopfschmerzen, und bald kann er auf einem Auge nicht mehr richtig sehen. Nach einem Motorradunfall ist Marco zwar körperlich unversehrt, jedoch entdeckt der Arzt auf dem CT und MRT etwas in seinem Gehirn, wohl ein Tumor am Frontallappen, was seine Persönlichkeit und seine Beweglichkeit beeinflussen könnte. Marco verliert hierdurch zunehmend seine Impulskontrolle. Auch nach der erforderlichen Operation ist Marcos Verhalten weiterhin unberechenbar. Dies macht ein Zusammenleben mit ihm nicht nur für Anna schwieriger, sondern auch in der strengen Dorfgemeinschaft. Dennoch versucht Anna an der Beziehung festzuhalten.
Eines Tages ertappt Annas Freundin Nicole Marco, wie er gedankenverloren nackt im selben Zimmer wie Annas Tochter Julia steht und onaniert. Die Kleine scheint jedoch gar nicht verstanden zu haben, was er da gemacht hat. Vergangen hat er sich nicht an ihr. Daher will Anna keine Anzeige erstatten. Sie beschließt die räumliche Trennung. Marco kommt dank Alois in einer Hütte etwas außerhalb des Dorfes unter.
Anna weiß im Grunde ihres Herzens, dass Marco kein schlechter Mensch ist. Auch wenn sie noch viel an ihn denken muss, getraut sie sich nicht, ihn zu besuchen. Bei einem ersten Zusammentreffen zeigt sich Marco besorgt, dass Julia durch sein Tun Schaden genommen haben könnte. Anna besucht Marco bald regelmäßig und schließlich zieht er zu ihnen ins Dorf, damit sich Anna besser um ihn kümmern kann. Marco ist nicht mehr in der Lage, für sich selbst zu sorgen, und muss den Tag im Bett verbringen. In seinem Testament schreibt er, seine Asche möge verstreut werden und er liebe Anna und ihre Tochter. Anna ist bei ihm, als er ein paar Tage später seine letzten, schweren Atemzüge macht und stirbt.

## Produktion

### Filmstab und Besetzung

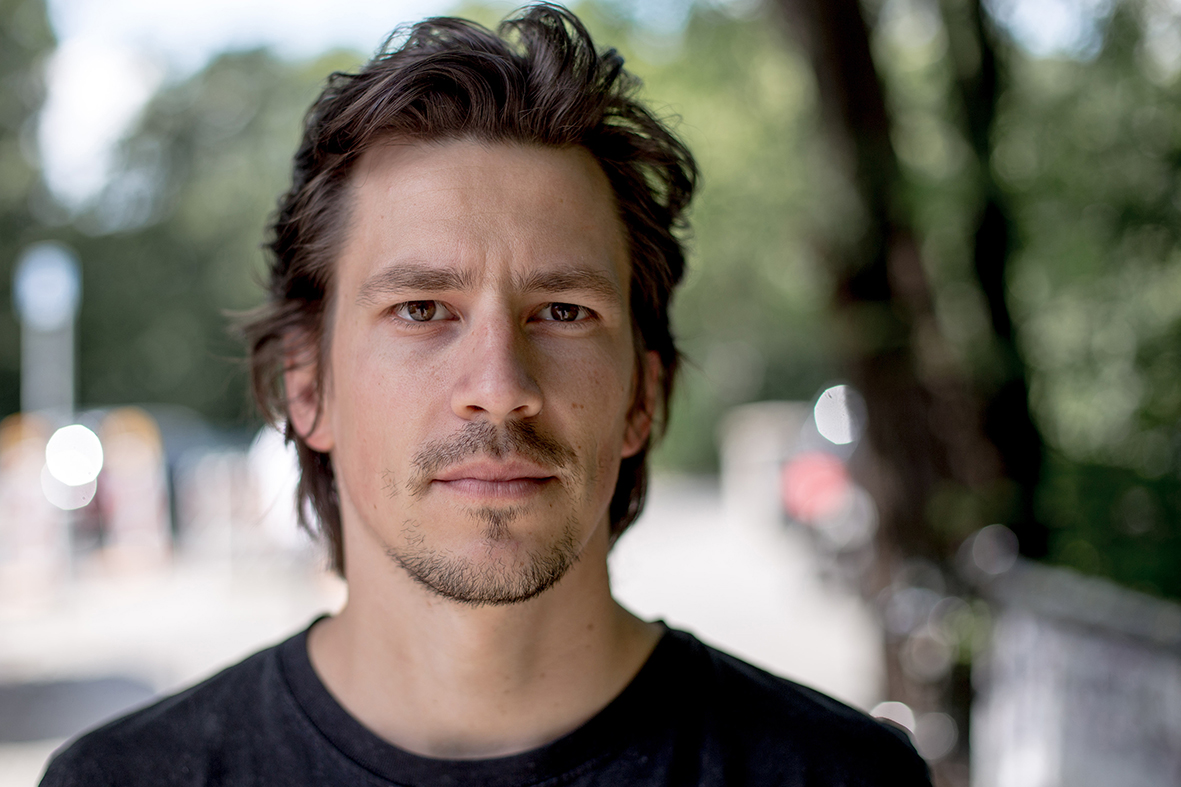
Der Schweizer Regisseur Michael Koch

Regie führte Michael Koch, der auch das Drehbuch schrieb. Er setzte beim Schauspielensemble auf Laiendarsteller. Michèle Brand und Simon Wisler spielen in den Hauptrollen Anna und Marco. Simon Wisler hat selbst Tiere und ist ein einfacher Bergbauer mit einem Hof in Arosa. Während der Dreharbeiten kümmerten sich seine Frau und seine zwei Söhne um diesen. Michèle Brand ist eigentlich Architektin. Josef Aschwanden, der den Bergbauern Alois spielt, kommt aus Isenthal, verbringt für gewöhnlich das ganze Jahr in den Bergen, ist verheiratet und hat fünf Kinder.

### Filmförderung und Dreharbeiten
Der Film ist eine Produktion der Schweizer hugofilm features in Koproduktion mit der Kölner Pandora Film Produktion und unter Senderbeteiligung von Arte und dem Schweizer Sender SRF/SRG SSR. Gefördert wurde der Film vom Bundesamt für Kultur, von der Zürcher Filmstiftung sowie von Stadt und Kanton Basel, Kanton Uri und Suissimage. Das Projekt erhielt zudem von der Film- und Medienstiftung NRW eine Produktionsförderung in Höhe von 190.000 Euro und weiteren 30.000 Euro.
Die Dreharbeiten fanden zwischen Anfang März und Dezember 2020 im Kanton Uri statt, wobei sie bereits nach 10 Tagen coronabedingt unterbrochen werden mussten. Gedreht wurde in Isenthal an der Westseite des Urnersees und auf der Alp Gitschenen, der höchstgelegenen Ortschaft der Gemeinde. Als Kameramann fungierte Armin Dierolf. Der Arbeitstitel lautete ursprünglich Ein Stück Himmel, der nach Fertigstellung des Films ins Englische übersetzt als internationaler Titel A Piece of Sky fungierte.

### Einsatz eines Chores und Musik
Koch legte den Film als eine griechische Tragödie an. Immer wieder stellt er dabei einen Chor in grüner Tracht in die archaische Landschaft und lässt ihn Choräle singen. Durch den Einsatz des Chores werde die Geschichte nach Kochs Aussagen in Kapitel unterteilt und gleichzeitig das im Film gezeigte Schicksal der Protagonisten noch einmal erzählt. Die Sänger und Sängerinnen erfüllen damit die Funktion eines „Griechischen Chores“. Sie sind Mitglieder von Der Chor Luzern unter der Leitung von Daniela Portmann.
Wiederkehrend im Film zu hören ist der Song What Is Love von Haddaway.

### Veröffentlichung
Die Premiere erfolgte am 14. Februar 2022 bei den Internationalen Filmfestspielen in Berlin, wo Drei Winter im Wettbewerb um den Goldenen Bären konkurrierte. Im Juli 2022 wurde er beim Guanajuato International Film Festival und beim Internationalen Filmfestival Karlovy Vary in der Sektion Horizons gezeigt. Am 1. September 2022 kam der Film in die Deutschschweizer Kinos. Anfang Oktober 2022 wurde er beim Vancouver International Film Festival gezeigt und hiernach beim Film Fest Gent und beim Chicago International Film Festival. Ende Oktober 2022 wurde er im Rahmen der Viennale vorgestellt. Der Kinostart in Deutschland erfolgte am 15. Dezember 2022. Ende Juli 2023 wurde der Film beim New Horizons International Film Festival gezeigt.

## Rezeption

### Kritiken
Von den bei Rotten Tomatoes aufgeführten Kritiken sind 92 Prozent positiv bei einer durchschnittlichen Bewertung mit 7,4 von 10 möglichen Punkten.
Carsten Beyer von RbbKultur schreibt, Michael Koch erzähle diese Geschichte einer großen Liebe mit langsamen, fast schon elegischen Bildern, was ihm mit bescheidenen Mitteln gelungen sei. Das von Koch gezeigte Isenthal beschreibt Meyer als einen Mikrokosmos des Menschlichen. Von Großmut und Niedertracht bis hin zu Freiheitsstreben und Bünzlitum sei in dem Dorf alles zu finden. Kochs Filmsprache erinnere dabei gelegentlich an deutsche Vorbilder, wie Filme der sogenannten Berliner Schule und Filmemacher wie Christian Petzold, Maren Ade und Valeska Grisebach.
Gunda Bartels schreibt im Tagesspiegel, statt die zu jeder Jahreszeit überwältigende Landschaft in Cinemascope aufzuladen, fülle Koch das Quadrat des Academy-Formats mit Bauernarbeit, Felsbrocken, Annas fragenden Blicken und dem Schädel von Marco, der stets zu schwer für seinen Träger zu sein scheint. Der uniformierte Gesangsverein bringe als ein strukturierendes Element eine universelle Dimension in das Drama.
Teresa Vena vom Filmbulletin schreibt, auch wenn die Handlung mit jeder neuen, dramatischeren Wendung auf ein opferreiches Finale zusteuert, suche Koch nie nach dem großen Eklat, sondern erzähle aus der Stille heraus, in sich langsam entfaltenden Szenen. So realistisch und authentisch, schon fast dokumentarisch die Inszenierung auch erfolge, bekomme das Ganze durch die Präsenz des Chores auch etwas Entrücktes, eine parabelhaft-existentielle Ebene, so Vena: „Der Zyklus des Lebens ist unaufhaltsam, die Natur beweist es einem tagtäglich. Die Sommer sind schön, die Winter hart in den Alpen. Marco hat drei Winter ausgehalten – mehr als die Einheimischen erwartet hätten.“ Eine wichtige Bedeutung in der Geschichte erhalte das Unterbewusste und Instinktive, und es seien die Gesten, mal feinere, mal gröbere, die für sich sprechen. Was einem bei Drei Winter in Erinnerung bleibe, sei in erster Linie seine Form mit dem auffälligen, fast quadratischen Bildformat, das die Vertikalität der Bergkulisse unterstreiche, und die in hellen Grün- und Grautönen gehaltene Farbpalette, die etwas Weiches, aber auch Kühles und Unpersönliches ausstrahle. Gleichzeitig klebe die Kamera an den Figuren wie eine zweite Haut, sitze ihnen wortwörtlich im Nacken, was all das aus diesem alternativen „Heimatfilm“ ein visuell und emotional anspruchsvolles Erlebnis mache, mit dem das Kino wahrhaftig und auf unprätentiöse Art als Sehnsuchtsort gefeiert wird.

### Auszeichnungen
Drei Winter wurde von der Schweiz als Beitrag für die Oscarverleihung 2023 in der Kategorie Bester Internationaler Film eingereicht. Im selben Jahr wurde das Werk mit dem Schweizer Filmpreis als Bester Spielfilm ausgezeichnet. Im Folgenden eine Auswahl weiterer Nominierungen und Auszeichnungen.
Chicago International Film Festival 2022
- Nominierung im New Directors Competition (Michael Koch)
- Auszeichnung mit dem Roger Ebert Award (Michael Koch)[21]

Festival Augenblick 2022
- Auszeichnung mit dem Preis der Fachjury als Bester Film[22]

Film Fest Gent 2022
- Nominierung im Wettbewerb
- Auszeichnung mit dem Georges Delerue Award (Michael Koch)[23]

Fünf Seen Filmfestival 2022
- Nominierung für den Fünf Seen Filmpreis[24]

Guanajuato International Film Festival 2022
- Nominierung im Internationalen Wettbewerb

Hong Kong International Film Festival 2022
- Nominierung im Young Cinema Competition (World)[25]

Internationale Filmfestspiele Berlin 2022
- Nominierung für den Goldenen Bären im internationalen Wettbewerb (Michael Koch)
- Lobende Erwähnung (Michael Koch)

Internationales Filmfestival Karlovy Vary 2021
- TRT Award in der Festivalsektion First Cut+ (Michael Koch und Christof Neracher)[26]

Internationales Filmfestival Thessaloniki 2022
- Auszeichnung mit dem Silver Alexander Special Jury Award[27]

Kinofest Lünen 2022
- Auszeichnung mit dem Schauspielpreis (Michèle Brand)[28]

Mostra Internacional de Cinema em São Paulo 2022
- Nominierung im New Directors Competition (Michael Koch)[29]

New Horizons International Film Festival 2022
- Nominierung im New Horizons International Competition[30]

Schweizer Filmpreis 2023
- Auszeichnung als Bester Spielfilm (Michael Koch)
- Nominierung für das Beste Drehbuch (Michael Koch)
- Nominierung als Bester Darsteller (Simon Wisler)
- Nominierung als Beste Darstellerin (Michèle Brand)
- Nominierung für die Beste Filmmusik (Tobias Koch und Jannik Giger)
- Nominierung für den Besten Ton (Jean-Pierre Gerth und Tobias Koch)